# Eibenstock
Eibenstock (pronunciación en alemán: /ˈaɪ̯bn̩ˌʃtɔk/ⓘ) es un municipio situado en el distrito de Erzgebirge, en el estado federado de Sajonia (Alemania), a una altitud de 600 metros. Su población a finales de 2016 era de unos 7500 habs. y su densidad poblacional, 70 hab/km².